# 王夫人 (孫皓)
王夫人（？—270年），是孙吴末代皇帝孙皓的妃嫔。
王夫人被孙皓封为左夫人，受孙皓宠爱，建衡二年（270年），左夫人王氏去世，孙皓日夜思念，数月不临朝政。民间有传言孙皓已死。
一说为王氏即张布之女张夫人。张夫人的妹妹为美人，被孙皓宠爱，孙皓问她：“你父亲在哪里？”她回答：“被贼人杀害。”孙皓大怒，将她棒杀。后来孙皓思念她的容色，派巧工刻木作张美人像，放在座位之侧。孙皓问左右：“张布还有女儿吗？”回答：“张布大女儿嫁给故卫尉冯朝的儿子冯纯。”孙皓马上夺冯纯之妻入宫，非常宠爱，拜她为左夫人。